# Ella Hughes

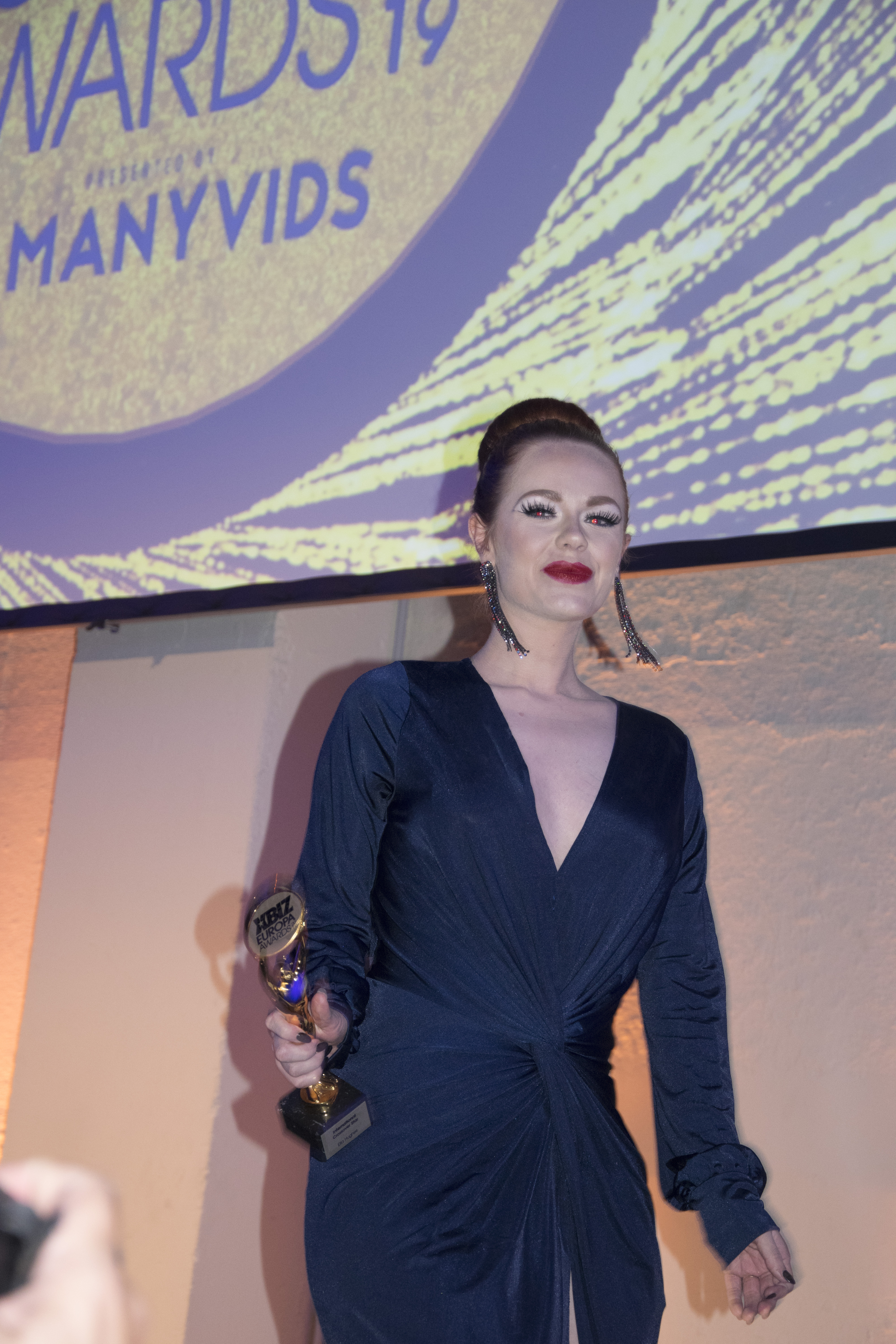
Ella Hughes bei den Xbiz Europa Awards in Berlin, 2019

Ella Hughes (* 13. Juni 1995 in Southampton, England, Großbritannien) ist eine englische Pornodarstellerin.

## Leben
Hughes wurde in einer Familie englischer und irischer Abstammung geboren. Sie startete ein Jurastudium an der Southampton Solent University und begann, um ihr Universitätsstudium finanziell zu unterstützen, trotz eines Studienkredits als Camgirl zu arbeiten.
Mit ihrem Job als Camgirl begann sie ihre Karriere als Produzentin von Webinhalten und machte sich selbständig. Sie gab das Jurastudium auf, um als erotisches Model zu arbeiten und erschien in mehreren Zeitschriften wie Escort und Razzle. 2015 stieg sie im Alter von 20 Jahren in die pornografische Industrie ein. Hughes hat für verschiedene europäische und amerikanische Produktionsfirmen wie Daring, Wankz, Brazzers, Blacked, Mofos, Digital Playground, Tushy, Pure XXX Films, Private und Archangel gearbeitet. Sie spielt unter anderem in der Pornoparodie Sherlock: A XXX Parody die Assistentin Jane Watson und in Star Wars Underworld: a XXX Parody die Rolle der Mara.
Sie trat 2016 zusammen mit ihrer Kollegin und Landsfrau Samantha Bentley in einer Folge der Fernsehserie Game of Thrones auf. Dort spielte sie eine Prostituierte in der fiktiven Stadt Volantis. Sie nahm auch an der pornografischen Parodie der Queen Of Thrones-Serie teil und erschien in der BBC-Dokumentation Sex Map of Britain.
Im Jahr 2019 gewann sie den XBIZ-Award als ausländische Darstellerin des Jahres. Sie hat mehr als 500.000 Follower auf Instagram.

## Auszeichnungen
- 2015: UKAP AWARDS - Winner: Best Female Newcomer
- 2016: UKAP AWARDS - Winner: Female Performer of the Year
- 2019: XBIZ AWARDS - Winner: Foreign Female Performer of the Year[4]
- 2019: XBIZ Europa Awards - Winner: International Crossover Star
- 2020: AVN Award – Best Foreign-Shot Group Sex Scene in Double Dare (zusammen mit Jia Lissa & Jason Luv)[5]
- 2025: AVN Award – Best International Anal Sex Scene in Scandalous – Scene 1 (zusammen mit Xander Corvus)[6]

## Filmografie (Auswahl)
- 2015: All For You
- 2015: Anything She Can Do
- 2015: Posh Girls
- 2016: Cream My Hot Pussy
- 2016: Game of Thrones (Fernsehserie, Episode 6x07)
- 2016: Posh Redhead with Big Nipples
- 2016: Sherlock: A XXX Parody
- 2016: Bulldogs
- 2016: Lost In Brazzers
- 2017: Always On My Mind Scene 5
- 2017: How I Fucked Your Mother
- 2017: Private Gold 210: Mountain Crush 2: Snowbunnies
- 2017: Queen Of Thrones
- 2017: Office Nymphs 2
- 2017: Rock Chick Blowbang
- 2017: Private Specials 193: Cute Secretaries
- 2017: Star Wars Underworld: a XXX Parody
- 2018: The Art of Anal Sex 9
- 2018: As Natural As They Cum
- 2018: Bedtime Cums Quick
- 2018: The Bewitcher
- 2018: Cherry Popping Gingers
- 2018: Creampie My Secretary
- 2018: Friends with Benefits (III)
- 2018: Friends With Benefits (VI)
- 2018: Icons
- 2018: Internal Love 4
- 2018: The Most Fxxxing Christmas
- 2018: No Time for Panties
- 2018: Out Of Town Anal
- 2018: Plan A
- 2018: Pussy Is the Best Medicine
- 2018: Sensual Suite: Ella Hughes
- 2018: Strawberries And Cream
- 2019: Blacked Raw 15
- 2019: Blowjob Party
- 2019: Ella, The Sex Addict
- 2019: Dorcel Airlines: Indecent Flight Attendants
- 2019: Moms In Control 13
- 2019: Clea, Banquière très privée
- 2019: Fuck The Handyman
- 2019: Home Wrecker High School
- 2019: Private Specials 258: Repairmen in Action
- 2019: Red Hot For Big Cock
- 2020: My Hot Sexy Stepmom
- 2020: Don’t Break Me 21
- 2020: Anal Threesomes 7
- 2020: Shy Redheads Want Anal: Remastered
- 2021: Bts: Ella Hughes - Sensual Suite
- 2021: Teens Like It Big 25
- 2021: Repairmen in Action
- 2021: Cougar Sightings 4
- 2022: Cold Queen’s Reign 4
- 2022: Vibes 5
- 2023: In Her Mail Slot
- 2023: Space Junk 3, 4